# Тур Джелонга
Тур Джелонга (англ. Geelong Tour) — шоссейная многодневная велогонка, проходившая по территории Австралии с 2003 по 2011 год.

## История
В январе 2003 году стало известно о прекращении проведения многодневной гонки Тура Сноуи. А в середине февраля было объявлено о создании данной гонки которая фактически стала её правопреемницей. Дебютная гонка прошла под названием Тур Белларина (англ. The Bellarine Tour).
Изначально гонка проводилась в рамках Женского мирового шоссейного календаря UCI. С 2009 после прекращения проведения однодневной гонки Австралиа Ворлд Кап, входившей в календарь Женского мирового шоссейного кубка UCI, стала проводиться в рамках национального календаря до конца своей истории.
Изначально гонка проводилась в рамках Женского мирового шоссейного календаря UCI до однодневной гонки Австралиа Ворлд Кап, входившей в календарь Женского мирового шоссейного кубка UCI. С 2009 года, после прекращения проведения Австралиа Ворлд Кап, стала проводиться в рамках национального календаря до конца своей истории.
Маршрут гонки проходил в городе Джелонг и его окрестностях, на полуострове Белларин и в региональном парке Ю-Янг расположенных в штате Виктория. Продолжительность сопоставляла 2-4 дня, в первый из которых могло проводиться два полуэтапа. Этапы были в формате индивидуальной гонки, критериума и групповой гонки.
Рекордсменкой с тремя победами стала австралийка Ойнон Вуд.

## Призёры
| Год  | Победитель      | Второй              | Третий              |
| ---- | --------------- | ------------------- | ------------------- |
| 2003 | Оливия Голлан   | Кати Мактье         | Маргарет Хэмсли     |
| 2004 | Ойнон Вуд       | Кати Мактье         | Катерина Бейтс      |
| 2005 | Ойнон Вуд       | Сюзанн Юнгског      | Юдит Арндт          |
| 2006 | Ойнон Вуд       | Мелисса Холт        | Светлана Бубненкова |
| 2007 | Николь Кук      | Ларисса Клейнман    | Юдит Арндт          |
| 2008 | Кристиана Зёдер | Ина-Йоко Тойтенберг | Сюзанн Юнгског      |
| 2009 | Карли Лайт      | Луиза Керр          | Дженни Макферсон    |
| 2010 | Джоан Хоган     | Лаура Лаксфорд      | Зои Уоттерс         |
| 2011 | Ребекка Вайсак  | Кенделл Ходжес      | Джессика Мунди      |